# Zielony Grąd
Zielony Grąd – wieś w Polsce położona w województwie warmińsko-mazurskim, w powiecie elbląskim, w gminie Pasłęk przy trasie drogi krajowej nr 7 (E77). 
Wieś jest siedzibą sołectwa Zielony Grąd w którego skład do wchodziły również miejscowości Rzeczna i Łączna, od 4 listopada 2005 przeniesione do nowo utworzonego sołectwa Rzeczna.
W latach 1975–1998 miejscowość administracyjnie należała do województwa elbląskiego.